# Alerton
Alerton (einstig Alerton Technologies) ist ein US-amerikanischer Hersteller von Gebäudeautomationssystemen für Heizungs-, Lüftungs- und Klimaanlagen in Redmond, Washington.

## Firmengeschichte
Das Unternehmen wurde 1981 in Bellevue, Washington von drei Unternehmern gegründet. Der Name des Unternehmens setzt sich aus den Namen der Gründer zusammen: Al Lucas, Clair Jenkins und Tony Fassbind.
Der Eintritt in den Markt für Gebäudeautomationssysteme erfolgte durch die Anwendung direkter digitaler Steuerungen in deren Produkten. Diese Technologie wurde in den frühen 1980er Jahren von den Hauptakteuren dieses Marktes übersehen. Das Unternehmen entwickelte sein eigenes Kontrollprotokoll Ibex, stellte dann aber ab 1995 auf das lizenzfreie BACnet Protokoll um. Mit der Einführung von BACnet hat das Unternehmen als erstes Unternehmen dieses Protokoll für eine gesamte Produktlinie in der Steuerungsbranche implementiert.
Alerton wurde 2003 von der Firma Novar übernommen. Im Rahmen der Übernahme wurde aus Alerton Technologies, Alerton. Die Übernahme von Alerton sollte für beide Unternehmen eine Wachstumschance darstellen. Novar erkannte Alerton als "Pionier bei der Entwicklung des BACnet-Protokolls" an.
Alerton wurde 2005 Teil von Honeywell, als die Muttergesellschaft Novar übernommen wurde.